# سیارک ۱۳۸۲۲
سیارک ۱۳۸۲۲ (به انگلیسی: 13822 Stevedodson، نامگذاری:1999VV17) سیزده هزار و هشتصد و بیست و دومین سیارک کشف شده‌است که در ۲ نوامبر ۱۹۹۹ کشف شد.
قدر مطلق سیارک برابر ۱۳.۵ است.